# Kynurénine 7,8-hydroxylase
La kynurénine 7,8-hydroxylase est une oxydoréductase qui catalyse la réaction :
kynurénate + AH2 + O2  {\displaystyle \rightleftharpoons }  7,8-dihydro-7,8-dihydroxykynurénate + A.
Cette enzyme intervient dans le métabolisme du tryptophane.